# 9408 Haseakira
9408 Haseakira eller 1995 BC är en asteroid i huvudbältet som upptäcktes den 20 januari 1995 av den japanska astronomen Takao Kobayashi vid Ōizumi-observatoriet. Den är uppkallad efter Akira Hase.
Asteroiden har en diameter på ungefär 7 kilometer och den tillhör asteroidgruppen Koronis.